# Historia de Turkmenistán
El territorio de Turkmenistán ha estado poblado desde la Antigüedad. Tribus turcomanas dedicadas a la crianza de caballos llegaron al territorio en tiempos remotos, posiblemente procedentes de las Montañas Altái, y se establecieron en las afueras del desierto de Karakum, llegando hasta Persia, Siria y Anatolia.
Alejandro Magno conquistó el territorio en el siglo IV a. C. de camino hacia la India. Ciento cincuenta años después, el Reino de Partia se hizo con el control de Turkmenistán, estableciendo su capital en Nisa, un área localizada en las afueras de la actual capital Asjabad. En el siglo VII, los ejércitos árabes conquistan la región (véase: Conquista musulmana de Transoxiana), extendiendo el islam, e incorporando a los turcomanos a la cultura de Oriente Medio. Durante esta época, la famosa «Ruta de la Seda», ruta comercial que conectaba Asia y Europa, alcanza su esplendor.
A mediados del siglo XI, los poderosos turcos selyúcidas concentraron sus fuerzas en el territorio turcomano en un intento de expansión hacia Afganistán. Tras su desintegración en la segunda mitad del siglo XII, Turkmenistán pierde su independencia una vez más y pasa a ser parte del Imperio mongol de Gengis Kan. En las siguientes 7 centurias, los turcomanos vivieron bajo diferentes imperios y en constantes luchas tribales.
A partir del siglo XVI, grupos de jinetes turcomanos se dedicaron al asalto de caravanas, saqueando y vendiendo a los prisioneros como esclavos. Tras diversos enfrentamientos con el cada vez más poderoso Imperio ruso, los turcomanos ven como poco a poco sus tierras caen en el control político de Rusia: El ejército ruso hizo su entrada en el territorio entre las décadas de 1860 y 1870. En 1869 se crea el puerto de Krasnovodsk, actual Turkmenbashi, y ya en 1874 se había consolidado la presencia rusa con la creación del distrito militar del Transcaspio. Hacia 1894, el control ruso sobre Turkmenistán era completo.

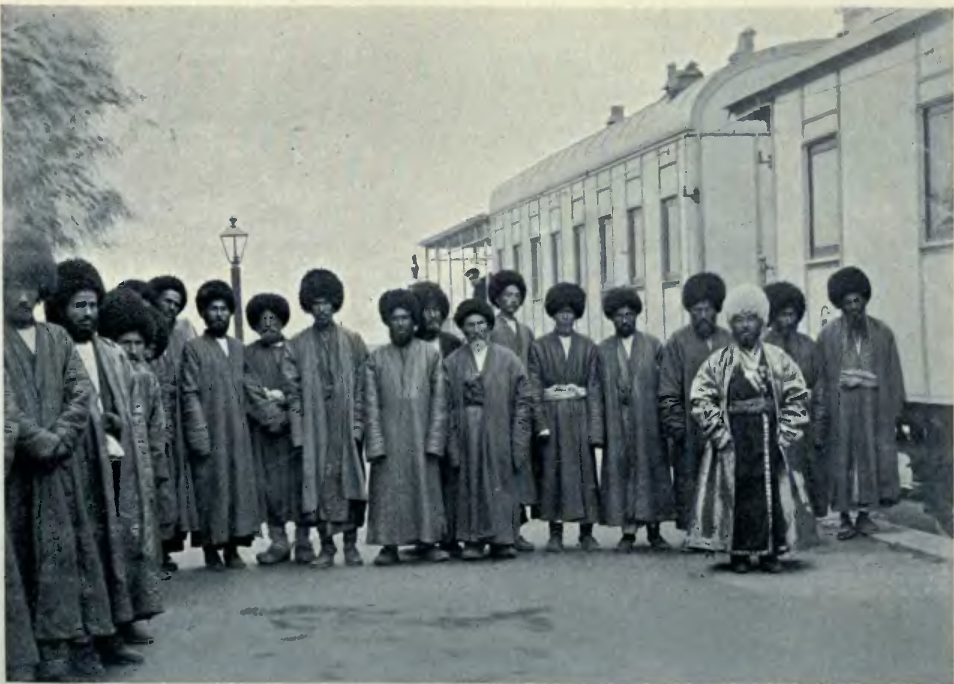
Turcomanos en traje tradicional en la estación de Asjabad, finales del.

Pese a la fuerte resistencia turcomana en 1881 y, posteriormente, en 1916, Turkmenistán pasaba a estar integrado primero en Rusia y, tras la Revolución rusa, en la Unión Soviética.

## Historia antigua

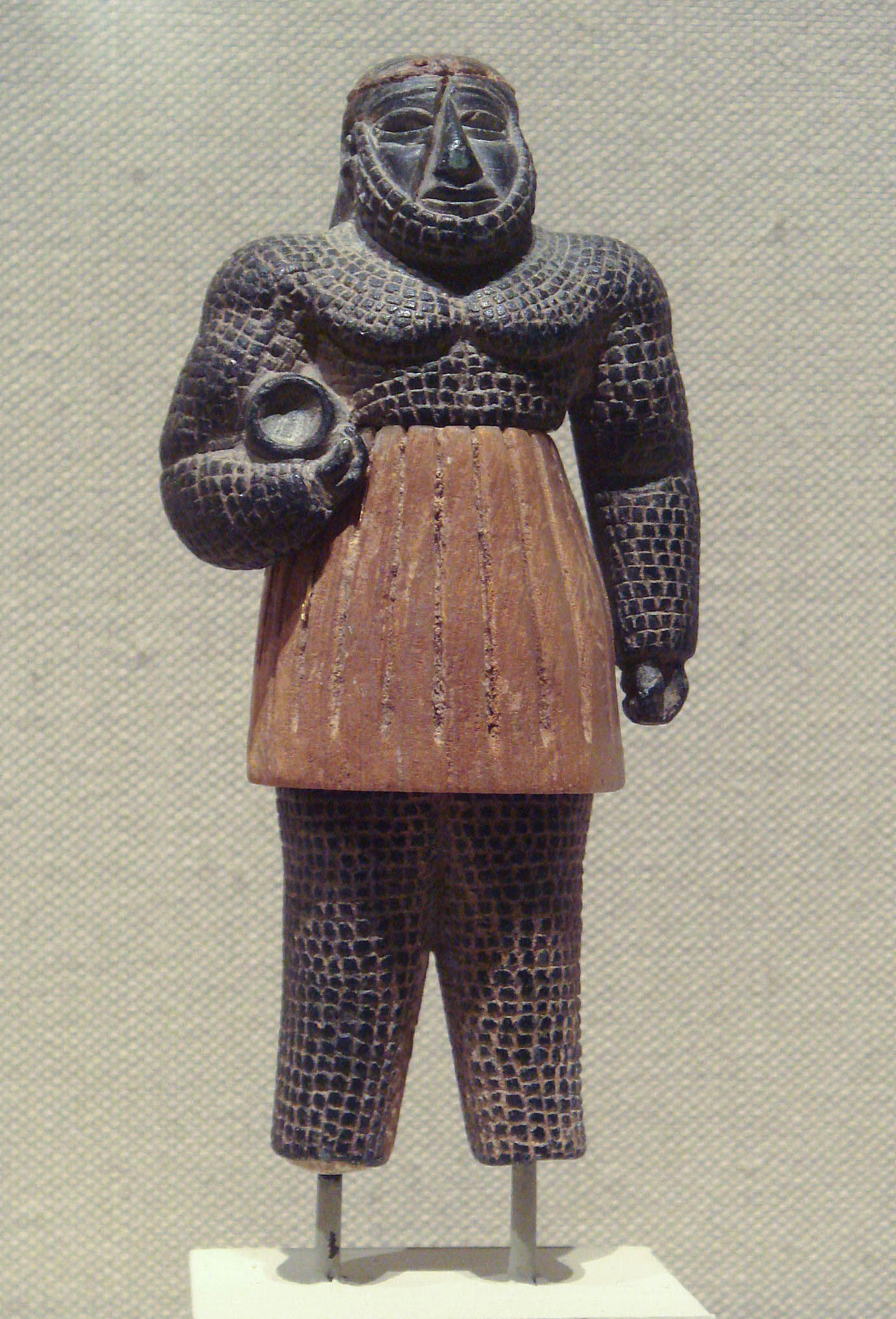
Estatua con forma humana encontrada con data en la "edad de bronce"

Escasos restos apuntan a asentamientos humanos tempranos en el este del Mar Caspio, posiblemente incluyendo a los neandertales, aunque la arqueología de la región en su conjunto está poco investigada. En la Edad del Bronce y la Edad del Hierro pudo haber habido civilizaciones avanzadas en la zona, incluyendo hallazgos asociados con una sociedad conocida por los estudiosos como el Complejo arqueológico Bactria-Margiana, cerca de ciudades modernas como Mary (anteriormente Merv), Djeitun y Gonur Tepe.
Por el año 2000 a. C., pueblos indoeuropeos se establecieron a lo largo de la región. La gran parte del Turkmenistán actual fue ocupada por sociedades relacionadas con el Complejo arqueológico Bactria-Margiana y los dahes, una confederación tribal localizada inmediatamente al este del Mar Caspio. Los maságetas y escitas también estuvieron presentes, justo al norte de los Dahes y de los Bractrais-Margianas.
Alejandro Magno conquistó el territorio en el siglo IV a. C. en su camino hacia el sur de Asia. En el 330 a. C., Alejandro marchó hacia el norte, en Asia Central, y fundó la ciudad de Alejandría, cerca del Río Murghab. Localizada en una importante ruta comercial, todavía está en búsqueda y ha estado buscada extensivamente. Después de la muerte de Alejandro, su imperio cayó rápidamente. Fue dirigido por los seléucidas antes de que el sátrapa de Partia declarase la independencia. Los partos, guerreros feroces y nómadas del norte de Irán, establecieron después el reino de Partia, el cual cubría lo que hoy es Turkmenistán e Irán. Los reyes partos gobernaron desde la ciudad de Nisa (una zona en lo que hoy sería la capital, Asjabad, fundada por Arsaces I, que reinó del 250 a. C. al 211 a. C.), y fue la necrópolis real de los reyes Partos, aunque nunca se ha establecido si la fortaleza de Nisa era una residencia real o un mausoleo.
Excavaciones en Nisa han revelado significativos edificios, mausoleos y santuarios, muchos documentos inscritos, y un tesoro saqueado. Muchas obras de arte helenísticas han sido descubiertas, así como un gran número de ritones de marfil, cuyos bordes exteriores están decorados con temas iranios o escenas mitológicas clásicas.
Desde el siglo IV hasta principios del siglo VII d. C., gran parte de la población ya se encontraba en asentamientos alrededor de los fértiles valles a lo largo del Amu Darya, y Merv y Nisa se convirtieron en centros de sericicultura (cría de gusanos de seda). Una transitada ruta de caravana, conectando la Dinastía Tang (China) y la ciudad de Bagdad (Irak), pasaba por Merv. Es por eso que la ciudad de Merv constituía un premio importante para cualquier conquistador.

## Turkmenistán en la Unión Soviética

Escudo de Armas de la República Socialista Soviética de Turkmenistán

Vientos de revolución llegarían en 1917, y durante la guerra civil (1918-1920) Turkmenistán también estuvo en los frentes de pelea. Los enfrentamientos en el Transcaspio entre lo que quedaba del gobierno provisional de Kérenski y los bolcheviques fueron duros y cruentos, logrando los comunistas y el Ejército Rojo una gran ventaja al capturar la capital Aşgabat en 1919. Krasnovodsk cayó en 1920, estableciéndose finalmente el control soviético sobre la región. Hasta 1924, el Transcaspio (desde 1921 conocido como Turkestán) formó parte de la Unión Soviética con el nombre de República Autónoma Socialista Soviética (R.A.S.S) del Turkestán, para pasar ese mismo año a ser una de las repúblicas constituyentes de la Unión Soviética.
Durante esta época, se fijan las fronteras de la república soviética, y se desarrollan grandes proyectos para aprovechar sus recursos naturales en beneficio de la Unión Soviética. Se instalan sistemas de regadío y, poco a poco, la producción de algodón y petróleo se convierten en las principales actividades económicas. Aún después de la llegada masiva de trabajadores soviéticos desde otras repúblicas, la región, fundamentalmente rural y nómada, seguía siendo clasificada como una de las menos pobladas de la Unión.
A partir de 1980, varias de las repúblicas soviéticas intentan obtener una mayor independencia política de Moscú. En 1990, la República Socialista Soviética de Turkmenistán declara que asumirá el control de las políticas económicas y locales en su territorio. Para esto, el gobierno creó la posición de presidente y nombró a Saparmyrat Nyýazow en el cargo.

## Turkmenistán en la actualidad
Saparmyrat Nyýazow falleció el día 21 de diciembre de 2006.
Su sucesor, Gurbangulí Berdimujamédov, convocó a elecciones el 11 de febrero de 2007, en las cuales habría resultado electo por el 89,2 % de los votos el mismo Gurbangulí Berdimujamédov, quien es el hijo no reconocido del fallecido presidente. Según datos oficiales, habría participado el 98,65 % de los electores, sin embargo, la oposición política aseguró que ese porcentaje no superó el 25 % y denunció la existencia de fraude.
Berdimujamédov ha implementado algunas reformas a las políticas aplicadas hasta el momento, como la eliminación del nombre de su predecesor de la bandera nacional y la derogación de una ley que exigía dos años de trabajos antes para poder ingresar a la universidad; sin embargo, ha ratificado la continuidad del rumbo político encarado por Nyýazow.